# Microhoria nepticula
Microhoria nepticula es una especie de coleóptero de la familia Anthicidae.

## Distribución geográfica
Habita en Afganistán.